# Шлюз (гідротехніка)
Шлюз (нід. sluis < лат. exclusa), діал. о́пуст — механічний засіб регулювання рівня води на водоймах різного типу. Найпоширеніший «створовий» тип шлюзів-регуляторів води.

## Загальний опис
Судноплавний шлюз — гідротехнічна споруда на судноплавних і водних шляхах для забезпечення переходу суден з одного водного басейну (б'єфа) на другий з різними рівнями води в них. Він з двох сторін обмежений затворами, між якими розміщена суміжна камера, що дає можливість змінювати рівень води в її межах. Переведення суден за допомогою судноплавного шлюзу здійснюється послідовним переведенням у суміжну камеру після вирівнювання в них рівня води. Використання шлюзів головним чином спрямоване на те, щоб зробити водні простори з різними рівнями води в них придатнішими для судноплавства.
Процес пропускання судна через шлюз називається шлюзування.

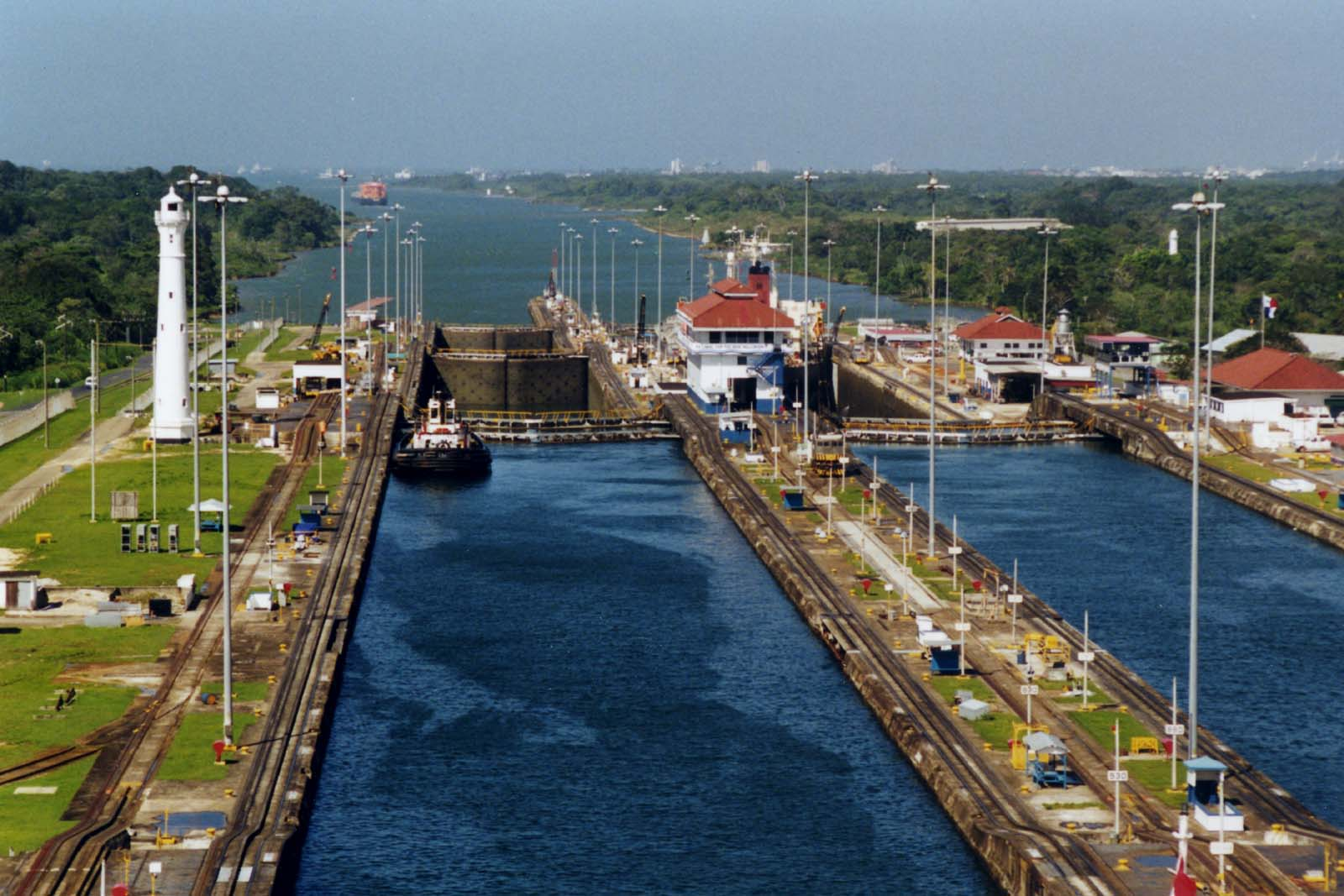
Шлюзи Панамського каналу.

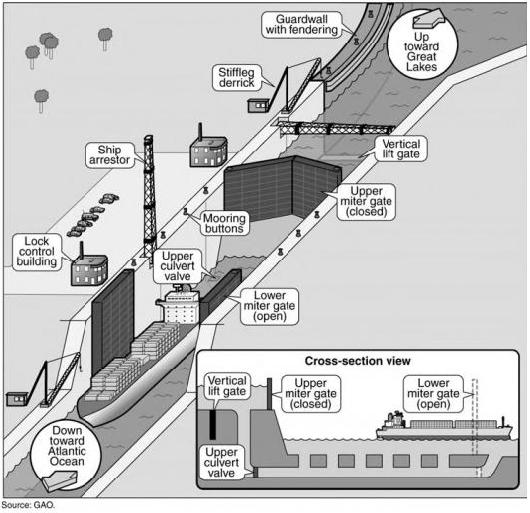

Шлюзування - комплекс технологічних операцій з вертикального переміщення суден з рівня одного б'єфу на рівень другого б'єфу. 

Кожен шлюз має три головні елементи:
- Герметична камера, що з'єднує верхню і нижню головні частини каналу і має об'єм, достатній для включення в себе одного чи кількох суден. Положення камери фіксоване, але рівень води в ній може змінюватися.
- Ворота — металеві щити, розташовані на обох кінцях камери, що служать для впускання і випускання судна з камери перед початком шлюзування і герметизують камеру під час шлюзування.
- Водопровідний пристрій — пристрій, призначений для наповнення або спустошення камери. Як правило, для нього використовують плоский щитовий затвор. У великих шлюзах можуть використовувати перекачувальні насоси.

Принцип роботи шлюзу наступний:
- Вхідні ворота відчиняються, і судно заходить всередину камери.
- Вхідні ворота зачиняються.
- Відкривається перепускний клапан, викликаючи падіння рівня води в камері з судном, що перебуває в ній.
- Впускні ворота відчиняються, судно виходить з камери.

Шлюзування триває, як правило, від 10 до 20 хвилин, залежно від розміру камери і перепаду рівня води. Якщо судно рухається вгору за течією, процес реверсують: судно входить у порожню камеру, потім відкривається клапан, наповнюючи камеру водою і піднімаючи судно.
При шлюзуванні, як правило, намагаються чергувати напрямок пропускання суден: після того, як судно, що йде, наприклад, вниз за течією, завершило шлюзування, в камеру з уже зниженим рівнем води в ній може відразу ж зайти судно, що рухається у зворотному напрямку. Таким чином, не потрібно виконувати зайве заповнення чи злив води з камери.

## Використання шлюзів у річковій навігації
Використання шлюзів необхідне у випадках, коли для здійснення проходу суден створюється штучний обвідний канал в обхід таких перешкод, як пороги, греблі, дамби тощо. Гребля збільшує глибину водного простору перед нею, у такому випадку шлюз може бути встановлений або безпосередньо в греблі, як її складова частина, або в гирлі б'єфа. Річка, оснащена такого роду спорудами, має назву водного шляху. Також за допомогою установки шлюзу в гирлі річки можна досягти того, щоб річка перестала бути чутливою до впливу припливів і відпливів у великих водоймах, в які вона впадає. Для удосконалення водного шляху на річці використовують додаткові шлюзи:
- У верхній частині обвідного каналу встановлюють водоспускний шлюз для запобігання повеням.
- Чим довший обвідний канал, тим більша різниця рівня води в річці між початком і кінцем каналу, таким чином дуже довгий обвідний канал може вимагати встановлення додаткових груп шлюзів в різних місцях каналу (див., наприклад, Волго-Донський канал).

Шлюзи також служать для підняття і опускання води у водосховищах.

## Використання шлюзів у каналах
При будівництві перших штучних каналів, що зводяться, як правило, на досить плоских, не гористих ділянках місцевості, їх інженери та будівельники воліли будувати обводи у разі попадання на шляху каналу пагорбів чи низин. Однак, подовження каналу тягло за собою надмірне подорожчання його будівництва і збільшувало тривалість проходження по ньому судна. Для розв'язання цієї проблеми стали застосовуватися шлюзи. Далі, в міру удосконалення технічних знань і можливостей, для проходження перешкод стали застосовуватися все нові рішення: акведуки, тунелі, дамби. І в кожній з таких споруд продовжували використовувати шлюзи, що стали з тих часів і до цього дня невіддільною частиною практично будь-якої гідроспоруди.